# Xylocopa nasica
Xylocopa nasica är en biart som beskrevs av Pérez 1901. Xylocopa nasica ingår i släktet snickarbin, och familjen långtungebin. Inga underarter finns listade i Catalogue of Life.